# Китај-город
Китај-город је историјска област града Москве, која се налази у Тверском рејону. Окружена је Црвеним тргом на западу, тргом Мањеж и Охотним рјадом на северу, Старим и Новим тргом на истоку и реком Москвом на југу. Китај-город је међу најстаријим областима Москве, током низа столећа била је центар трговине, док се данас сматра савременим културним и пословним центром града.
Китај-город карактеристичан је по бројним црквама и познатим архитектурним и историјским споменицима (Воскресенска/Иверијска капија, ГУМ, Саборна црква Казањске иконе Богородице). Око Китај-города већим делом је реконструисан средњовековни зид.
Китај-город има и истоимену метро страницу која је једна од најпрометнијих на московком метроу.

## Порекло назива
Несугласице око назива Китај-города и даље постоје. Иако се у руском језику Кина назива Китај, овај део града не означава кинеску четврт и сматра се да назив није одатле изведен. Друга претпоставка је да је, по истоименом месту у Подолији, назив дала кнегиња Јелена Глинска (жена великог кнеза Василија Трећег), која је наложила израдњу зида око Китај-города. Постоји и претпоставка да се назив може извести од речи кита (свежањ, нарамак), по китама прућа коришћених у изградњи зида.